# تی‌وی رامان
تی وی رامان (متولد ۴ می ۱۹۶۵) دانشمند رایانه نابینا است که متخصص پژوهش در زمینهٔ دسترس‌پذیری است. علایق پژوهشی او در درجهٔ اول در زمینهٔ رابط کاربری صوتی و اسناد الکترونیکی ساخت‌یافته‌ است. او در زمینهٔ تعامل گفتاری و فناوری‌های نشانه‌گذاری در وب جهان‌گستر در آزمایشگاه تحقیقاتی کمبریج دیجیتال (CRL)، سیستم‌های ادوبی و تحقیقات آی‌بی‌ام کار کرده‌است. او در حال حاضر در مرکز تحقیقات گوگل کار می‌کند. رامان از زمان تولد خود کم‌بینا بود و از ۱۴ سالگی براثر بیماری آب‌سیاه کاملاً نابینا است.
او در پونه، هند، بزرگ شد.